# Ischler
 (janvier 2022).
L'ischler ou Ischler Törtchen est un gâteau rond de 5 à 8 cm de diamètre composé de deux morceaux de pâte brisée fourrées d'une crème, généralement au chocolat.

## Histoire
Selon la croyance populaire, l'ischler est fabriqué pour la première fois en 1849 en l'honneur de François-Joseph Ier dans la ville thermale de Bad Ischl, du temps de la monarchie austro-hongroise, dans la confiserie Zauner (Zauner Konditorei). Cependant, la version actuelle, connue sous le nom d'Ischler Törtchen, est créée plus d'un siècle plus tard par le confiseur Richard Kurth en 1958.
Cette confiserie est originaire d'Autriche, et est aussi vendue dans les confiseries (cukrászda) en Hongrie.

## Variantes
Il existe de nombreuses variantes : certains ischler sont faits exclusivement avec du chocolat, mais il existe aussi des variantes à la confiture. Le sommet est traditionnellement parsemé de pistaches moulues.
| - Ischler au chocolat, de la confiserie Zauner à Bad Ischl. La version la plus courante. - Ischler aux noisettes. |